# Захарова Дарина Федорівна
Дарина Федорівна Заха́рова (нар. 22 березня 1887, Єлисаветград — пом. 10 травня 1963, Ленінград) — українська і російська співачка (мецо-сопрано) і педагог.

## Біографія
Народилася 10 [22] березня 1887 року у місті Єлисаветграді (нині Кропивницький, Україна). 1910 року закінчила Санкт-Петербурзьку консерваторію, де навчалась у класі Єгора Іванова-Смоленського.
Упродовж 1910—1918 років була солісткою Маріїнського театру у Санкт-Петербурзі/Петрограді. Виступала також як камерна співачка. 1912 року записала кілька грамплатівок. У 1918—1919 роках співала в Одеському оперному театрі; у 1919—1920 роках — у Київському оперному театрі; у 1920—1921 роках — в Большому театрі в Москві; у 1921—1923 роках — знову у Київському оперному театрі; у 1923—1924 роках у Харківському оперному театрі; у 1924—1926 роках — у Бакинськоиу оперному театрі; у 1926—1933 роках — знову у Київському оперному театрі; у 1933—1934 роках — знову у Харківському оперному театрі; у 1934—1935 роках — у Пермському оперному театрі; у 1935—1938 роках — у Ташкентському оперному театрі. З 1938 року працювала викладачем у Горьковському музичному училищі. Від 1953 року мешкала у Ленінграді, де і померла 10 травня 1963 року.

## Творчість
Виконала партії
- Настя («Тарас Бульба» Миколи Лисенка);
- Ваня («Життя за царя» Михайла Глінки);
- Лель, Любаша («Снігуронька», «Царева наречена» Миколи Римського-Корсакова);
- Марфа, Марина («Хованщина», «Борис Годунов» Модеста Мусоргського);
- Графиня, Любов («Пікова дама», «Мазепа» Петра Чайковського);
- Кармен («Кармен» Жоржа Бізе);
- Амнеріс («Аїда» Джузеппе Верді);
- Даліла («Самсон і Даліла» Каміля Сен-Санса);
- Ерда, Фріка («Зіґфрід», «Золото Рейну» Ріхарда Ваґнера).